# أماليا بيليجريني
أماليا بيليجريني (بالإيطالية: Amalia Pellegrini)‏ هي ممثلة إيطالية، ولدت في 16 يونيو 1873 بفيدجيفانو في إيطاليا، وتوفيت في 13 سبتمبر 1958 بنيويورك في الولايات المتحدة.

## أعمال

### أفلام
- (1945) روما - مدينة مفتوحة

## وصلات خارجية
- أماليا بيليجريني على موقع IMDb (الإنجليزية)
- أماليا بيليجريني على موقع قاعدة بيانات الأفلام السويدية (السويدية)
- أماليا بيليجريني على موقع قاعدة بيانات الفيلم (الإنجليزية)